# 아메리칸 어소시에이션 (독립 리그)
아메리칸 어소시에이션(American Association of Independent Professional Baseball)는 2006년 창설된 미국 독립 리그이다. 총 16팀으로 이루어져 있으며 4개의 디비전으로 운영된다.

## 팀
| 디비전 | 팀                       | 연고지               | 홈구장                             |
| ------ | ------------------------ | -------------------- | ---------------------------------- |
| 노스   | 파고-무어헤드 레드호크스 | 파고, 노스다코타     | 뉴먼 아웃도어 필드                 |
| 노스   | 수폴스 카나리스          | 수폴스, 사우스다코타 | 수폴스 스타디움                    |
| 노스   | 세인트 폴 세인츠         | 세인트 폴, 미네소타  | 미드웨이 스타디움                  |
| 노스   | 위니펙 골드 아이즈       | 위니펙, 매니토바     | 쇼 파크                            |
| 센트럴 | 게리 사우스쇼어 레일캣츠 | 게리, 인디애나       | U.S. 스틸 야드                     |
| 센트럴 | 캔자스시티 T-본즈        | 캔자스시티, 캔자스   | 커뮤니티아메리카 볼파크            |
| 센트럴 | 링컨 솔트독스            | 링컨, 네브래스카     | 헤이마켓 파크                      |
| 센트럴 | 수시티 익스플로러스      | 수시티, 테네시       | 루이스 앤 클라크 파크              |
| 사우스 | 애머릴로 썬더헤즈        | 애머릴로, 텍사스     | 애머릴로 내셔널 뱅크 삭스 스타디움 |
| 사우스 | 그랜드프레리 에어호그스  | 그랜드프레리, 텍사스 | 퀵트립 파크                        |
| 사우스 | 러레이도 리머스          | 러레이도, 텍사스     | 유니-트레이드 스타디움             |
| 사우스 | 위치토 윙넛츠            | 위치토, 캔자스       | 로렌스-듀몬트 스타디움             |
| 사우스 | 조플린 블래스터즈        | 조플린, 미주리       | 로렌스-듀몬트 스타디움             |